# Lillebonne
Lillebonne [lil(ə)bɔn(ə)] est une commune française située dans le département de la Seine-Maritime, en région Normandie.
Lillebonne, de son nom gallo-romain Juliobona, est une grande cité marchande à l'époque romaine, dont elle garde des vestiges remarquables dont un théâtre antique.

## Géographie

### Localisation
Lillebonne est située à 35 km en amont du Havre, sur la rive droite de la Seine, mais en retrait de quelques kilomètres du fleuve.
Le sentier de grande randonnée GR 2 y passe.
La commune est la ville-centre de l'aire d'attraction de Lillebonne ainsi que de son unité urbaine, et se trouve dans la zone d'emploi d'Yvetot-Vallée du Commerce et dans le bassin de vie de Port-Jérôme-sur-Seine.

### Communes limitrophes
Les communes limitrophes sont Quillebeuf-sur-Seine, La Frénaye, Gruchet-le-Valasse, Lintot, Port-Jérôme-sur-Seine, Saint-Antoine-la-Forêt, Saint-Jean-de-Folleville et La Trinité-du-Mont.
| Saint-Antoine-la-Forêt   | Gruchet-le-Valasse    | La Trinité-du-Mont       |
| Saint-Jean-de-Folleville | Lillebonne            | La Frenaye               |
|                          | Seine Quillebeuf Eure | Notre-Dame-de-Gravenchon |

### Géologie et relief
La superficie de la commune est de 14,66 km2 ; son altitude varie de 0  à   133 mètres. 

### Hydrographie

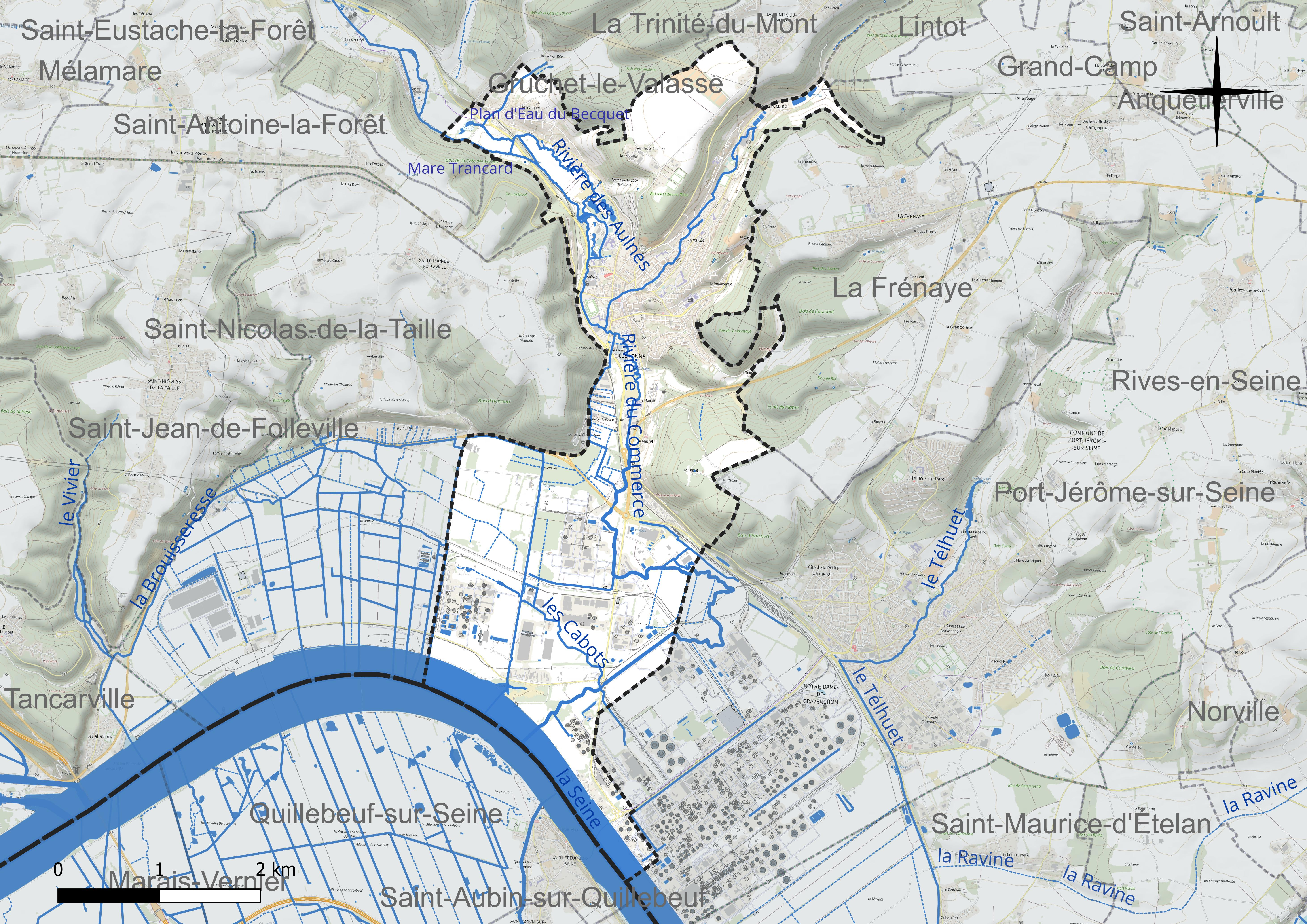
Réseau hydrographique de Lillebonne.

La commune est située dans le bassin Seine-Normandie. 
Elle est drainée par la Seine, la rivière du Commerce, le canal de Saint-Aubin, le canal 01 de la commune de Lillebonne, le canal 02 de la commune de Lillebonne, le cours d'eau 01 de la commune de Lillebonne, le cours d'eau 02 de la commune de Lillebonne, les Cabots, la rivière des Aulnes et un bras du Commerce,,.
La Seine, qui prend sa source à Source-Seine, en Côte-d'Or, sur le plateau de Langres, traverse le département avec de larges méandres sur son flanc sud et se jette dans la Manche entre Le Havre et Honfleur. 
Le Commerce, d'une longueur de 15 km, prend sa source dans la commune de Bolbec et se jette  dans la Seine sur la commune, après avoir traversé quatre communes. Les caractéristiques hydrologiques de le Commerce sont données par la station hydrologique située sur la commune. Le débit moyen mensuel est de 0,877 m3/s. Le débit moyen journalier maximum est de 2,9 m3/s, atteint lors de la crue du 26 février 2024. Le débit instantané maximal est quant à lui de 3,09 m3/s, atteint le même jour.
Un plan d'eau complète le réseau hydrographique : le plan d'eau du Becquet (0,45 ha),.

### Climat
Pour des articles plus généraux, voir Climat de la Normandie et Climat de la Seine-Maritime.
En 2010, le climat de la commune est de type climat océanique franc, selon une étude du CNRS s'appuyant sur une série de données couvrant la période 1971-2000. En 2020, Météo-France publie une typologie des climats de la France métropolitaine dans laquelle la commune est exposée à un climat océanique et est dans la région climatique Côtes de la Manche orientale, caractérisée par un faible ensoleillement (1 550 h/an) ; forte humidité de l’air (plus de 20 h/jour avec humidité relative > 80 % en hiver), vents forts fréquents. Parallèlement le GIEC normand, un groupe régional d’experts sur le climat, différencie quant à lui, dans une étude de 2020, trois grands types de climats pour la région Normandie, nuancés à une échelle plus fine par les facteurs géographiques locaux. La commune est, selon ce zonage, exposée à un « climat maritime », correspondant au Pays de Caux, frais, humide et pluvieux, légèrement plus frais que dans le Cotentin.
Pour la période 1971-2000, la température annuelle moyenne est de 10,9 °C, avec une amplitude thermique annuelle de 12,7 °C. Le cumul annuel moyen de précipitations est de 824 mm, avec 12,4 jours de précipitations en janvier et 8,3 jours en juillet. Pour la période 1991-2020, la température moyenne annuelle observée sur la station météorologique la plus proche, située sur la commune de Petiville à 8 km à vol d'oiseau, est de 12,0 °C et le cumul annuel moyen de précipitations est de 844,9 mm,. Pour l'avenir, les paramètres climatiques de la commune estimés pour 2050 selon différents scénarios d’émission de gaz à effet de serre sont consultables sur un site dédié publié par Météo-France en novembre 2022.

## Urbanisme

### Typologie
Au 1er janvier 2024, Lillebonne est catégorisée centre urbain intermédiaire, selon la nouvelle grille communale de densité à sept niveaux définie par l'Insee en 2022.
Elle appartient à l'unité urbaine de Lillebonne, une agglomération intra-départementale regroupant quatre  communes, dont elle est ville-centre,,. 
Par ailleurs la commune fait partie de l'aire d'attraction de Lillebonne, dont elle est la commune-centre,. Cette aire, qui regroupe 6 communes, est catégorisée dans les aires de moins de 50 000 habitants,.

### Occupation des sols

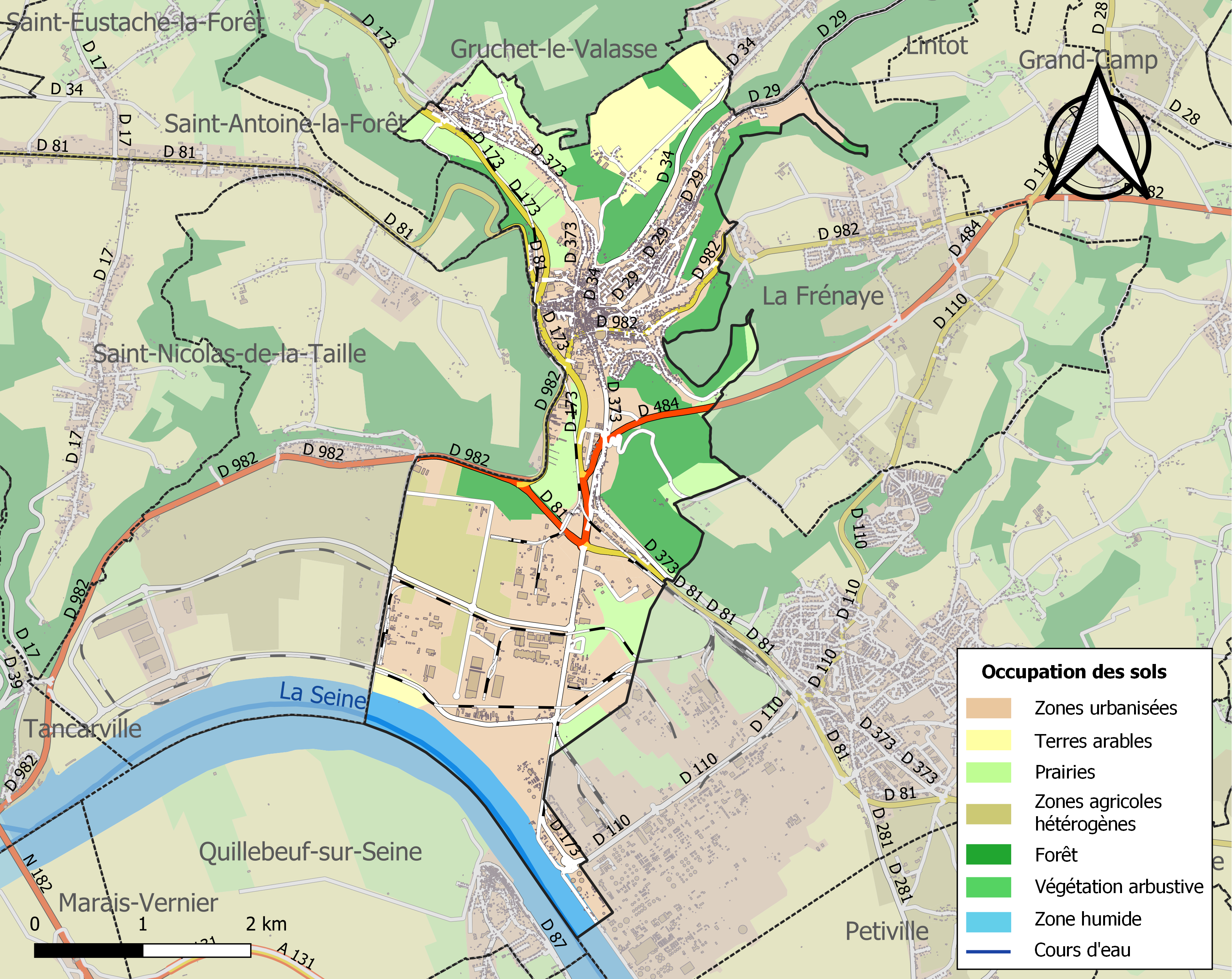
Carte des infrastructures et de l'occupation des sols de la commune en 2018 (CLC).

L'occupation des sols de la commune, telle qu'elle ressort de la base de données européenne d’occupation biophysique des sols Corine Land Cover (CLC), est marquée par l'importance des territoires artificialisés (49,8 % en 2018), en augmentation par rapport à 1990 (35,8 %). 
La répartition détaillée en 2018 est la suivante : zones industrielles ou commerciales et réseaux de communication (31,8 %), forêts (18,6 %), zones urbanisées (18 %), prairies (11,5 %), zones agricoles hétérogènes (7,4 %), terres arables (6,8 %), eaux continentales (6 %). 
L'évolution de l’occupation des sols de la commune et de ses infrastructures peut être observée sur les différentes représentations cartographiques du territoire : la carte de Cassini (XVIIIe siècle), la carte d'état-major (1820-1866) et les cartes ou photos aériennes de l'IGN pour la période actuelle (1950 à aujourd'hui).

### Habitat et logement
En 2021, le nombre total de logements dans la commune était de 4 477, alors qu'il était de 4 467 en 2016 et de 4 213 en 2011. 
Parmi ces logements, 92,4 % étaient des résidences principales, 0,9 % des résidences secondaires et 6,7 % des logements vacants. Ces logements étaient pour 50,8 % d'entre eux des maisons individuelles et pour 48,3 % des appartements. 
Le tableau ci-dessous présente la typologie des logements à Lillebonne en 2021 en comparaison avec celle de la Seine-Maritime et de la France entière. Une caractéristique marquante du parc de logements est ainsi la faible proportion des résidences secondaires et logements occasionnels (0,9 %) par rapport au département (4,1 %) et à la France entière (9,7 %). 
| Typologie                                               | Lillebonne | Seine-Maritime | France entière |
| ------------------------------------------------------- | ---------- | -------------- | -------------- |
| Résidences principales (en %)                           | 92,4       | 88             | 82,2           |
| Résidences secondaires et logements occasionnels (en %) | 0,9        | 4,1            | 9,7            |
| Logements vacants (en %)                                | 6,7        | 7,9            | 8,1            |

### Voies de communication et transports
L'ancienne route nationale 182 (actuelle RD 982) dessert la ville et donne un accès aisé à Caudebec-en-Caux, au pont de Tancarville, à Harfleur et au Havre.
La gare de Lillebonne, située sur la ligne de Bréauté - Beuzeville à Gravenchon-Port-Jérôme, n'a plus depuis 1965 de service voyageur mais conserve une importe fonction pour le fret.
Le bac de Port-Jérôme relie Lillebonne à la rive gauche de la Seine à hauteur de Quillebeuf-sur-Seine.

## Toponymie
Lillebonne est mentionnée au IIIe siècle dans la Géographie de Ptolémée sous le nom gallo-romain de Juliobona, à l'origine du nom actuel.
Juliobona est composé de deux éléments : 
- Julio-, forme préfixée de l'anthroponyme Julius, donné en l'honneur de  Jules César (Caius Julius Caesar) ;
- bona, terme gaulois (celtique) désignant soit une « fondation urbaine » soit une « source »[28].

Juliobona est donc « la ville fondée sous Jules César » ou « la ville fondée en l'honneur de Jules César ».

## Histoire

### Antiquité
Lillebonne a une longue histoire qui remonte à un peuple de la Gaule belgique, les Calètes (qui ont donné leur nom au pays de Caux), dont elle fut un temps la capitale.
Les Calètes choisirent d'implanter leur capitale sur un nœud de communication stratégique pour le commerce à destination de la Britannia par la mer et du centre de la Gaule par la Seine.

#### La période de la paix romaine (IeretIIesiècles)
Durant la période gallo-romaine, elle connut une grande prospérité liée à la présence d'un port sur la Seine.
Elle était environnée de riches villae et de domus ainsi que de quartiers d'habitations plus modestes, parfois péri urbains, dont la connaissance a sensiblement augmenté grâce à des interventions archéologiques récentes.

#### Le Bas-Empire
Durant cette période de troubles (invasions, guerres civiles), les pierres des édifices gallo-romains furent réemployées pour la construction de murailles de protection (et beaucoup plus tard, pour la construction de l'abbaye de Jumièges). L'enceinte délimitait alors une aire urbaine d'environ 50 hectares.

#### Les vestiges
Des fouilles effectuées tout au long du XIXe siècle permirent cependant de mettre au jour de nombreux vestiges. Depuis l'année 2007, de nouvelles fouilles sont en cours ; elles ont permis de mieux connaître l'attribution du théâtre.
- En 1823 une importante statue d'Apollon en bronze recouvert de feuilles d'or d'une hauteur de 1,90 m fut découverte à proximité du théâtre antique. Elle a été datée du IIe siècle et se trouve au musée du Louvre depuis 1853.
- L'importante mosaïque de Lillebonne, bien conservée et représentant une chasse au brame (des cerfs), provient d'une villa suburbaine et est exposée au musée des antiquités de Rouen. Cette technique de chasse au cerf apprivoisé est caractéristique de la tradition gauloise, bien que le style de la mosaïque soit romain.

Objets gallo-romains découverts à Lillebonne
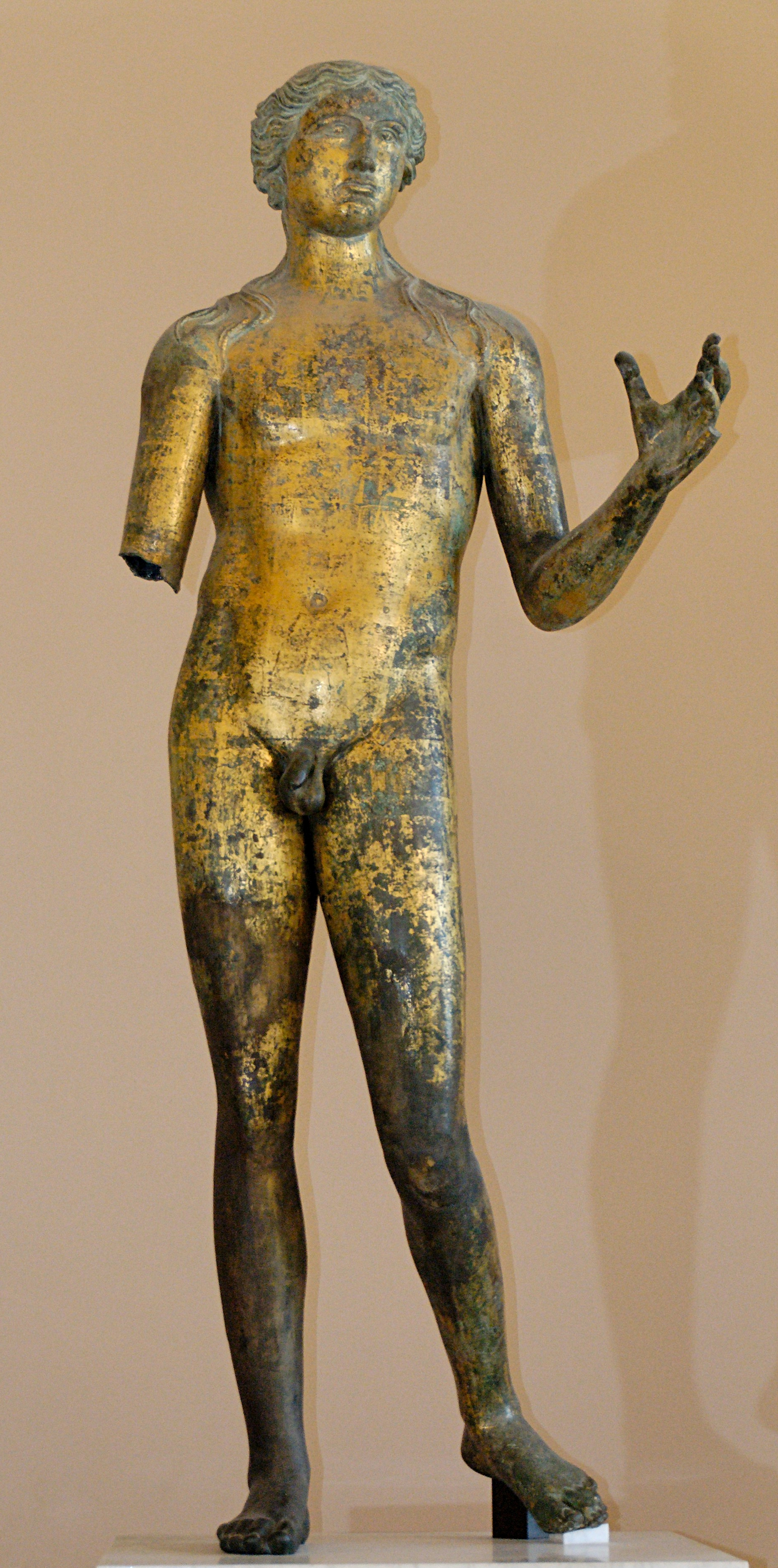
Apollon de Lillebonne, bronze doré du IIe siècle, musée du Louvre.
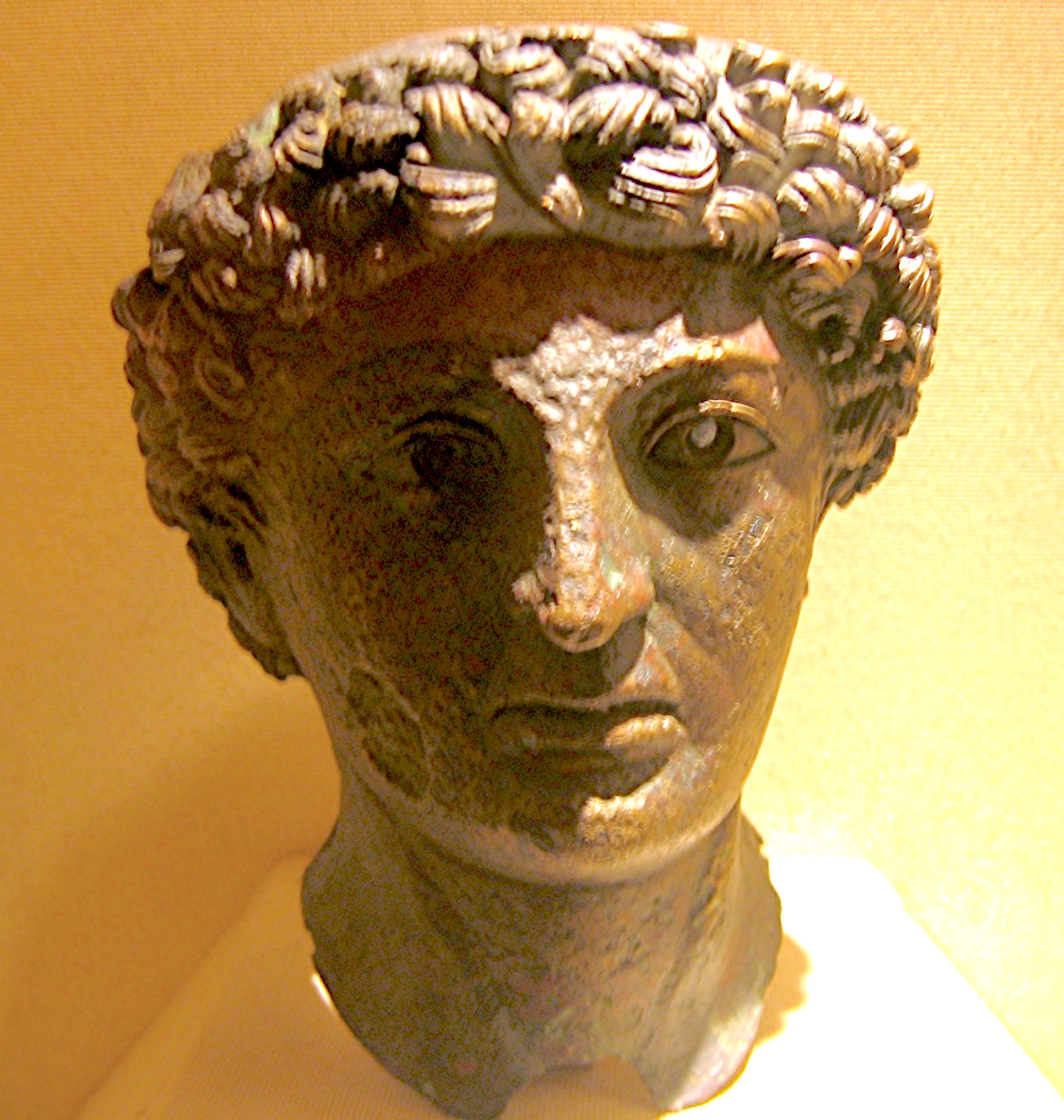
Tête d'un dieu romain en bronze, retrouvée à Lillebonne, Musée des antiquités de la Seine-Maritime.
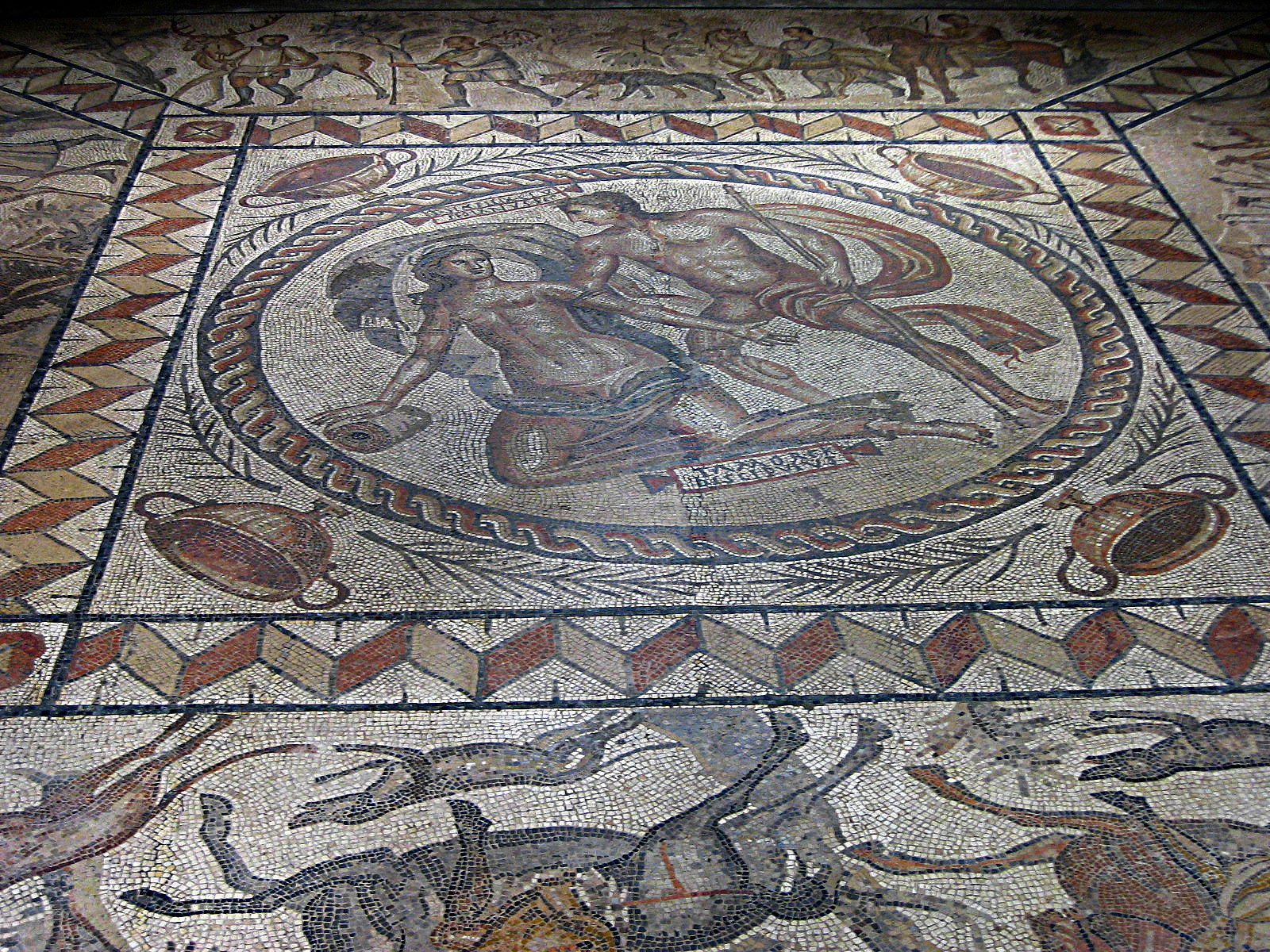
Grande Mosaïque de Lillebonne retrouvée à Lillebonne, Musée des antiquités de la Seine-Maritime.

### Moyen Âge

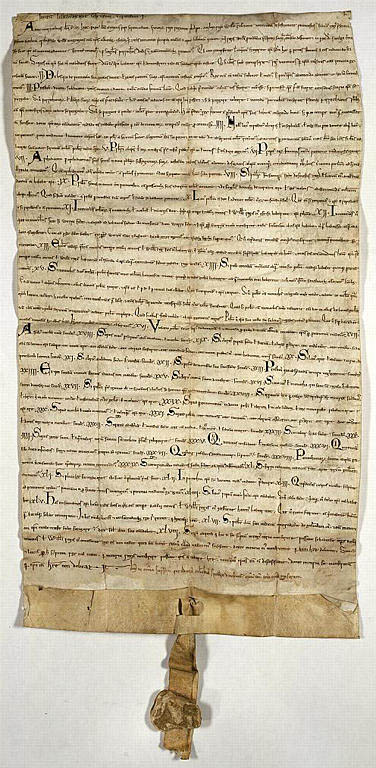
Confirmation des décrets du concile de Lillebonne (1080) par le duc de Normandie Henri Beauclerc, entre 1106 et 1135.

Au Moyen Âge, un concile se réunit dans la bourgade en 1080. Rassemblant le clergé de la région, il rappelle un ensemble de règles sur la morale, le dogme et la liturgie.

### Temps modernes
Pour Lillebonne, les guerres de Religion se finissent en juillet 1593, quand le capitaine de Bois-Rosé rallie la ville à Henri IV après sa conversion au catholicisme.

### Chronologie d'ensemble
D'après Jean Mesqui, Lillebonne a joué un rôle important dans l'histoire normande :
- Ier siècle : démarrage précoce de l'urbanisation, dès la période d'Auguste, suivie de la construction de l'amphithéâtre à la fin du Ier siècle.
- IIe et IIIe siècles : développement urbain, avec extension maximale de la ville.
- Fin du IIIe siècle : incendie et réduction conséquente de la surface de la cité. Construction de l'enceinte gallo-romaine (castrum).
- XIe siècle : le château de Lillebonne fait partie des résidences préférées par les ducs de Normandie. Guillaume Le Conquérant y aurait rassemblé les nobles de Normandie pour décider de partir à la conquête de l'Angleterre en 1066. En 1080, le duc-roi tient un concile à Lillebonne.
- 1162 : séjour au château d'Henri II Plantagenêt, qui y tient un concile.
- Vers 1187 : le château est donné par Henri II Plantagenêt à Renaud de Dammartin.
- 1211 : confiscation du château par Philippe Auguste et construction du donjon circulaire.
- 1226 : Philippe Hurepel de Clermont, comte de Boulogne, confirme avoir reçu le château du roi Louis VIII.
- Vers 1275 : Lillebonne passe à la maison d'Harcourt, par mariage de Jeanne, vicomtesse de Châtellerault, héritière de Mahaud de Dammartin, et de Jean II d'Harcourt, dit le Preux.
- 1418 : le château est pris par les Anglais. Il est attribué à Thomas Beaufort, duc d'Exeter, puis, en 1422, à Jean de Lancastre, duc de Bedford, gouverneur de Normandie et régent de France.
- 1449 : Charles VII reprend Lillebonne aux Anglais. Lillebonne revient à la famille d'Harcourt.
- 1496 : Jean IV de Rieux, petit-fils de Jeanne d'Harcourt et de Jean III de Rieux, se voit confirmer la possession de Lillebonne à la suite d'un procès qui durait depuis un demi-siècle avec Marie d'Harcourt, sœur de Jeanne, et ses descendants.
- 1517 : construction de l'église Notre-Dame en dehors de l'enceinte du castrum gallo-romain, afin de se trouver dans l'agglomération.
- 1532 : Louise de Rieux apporte Lillebonne à René de Lorraine, marquis d'Elbeuf et comte de Brionne. La vicomté, puis comté de Lillebonne demeure ensuite dans les possessions des ducs d'Elbeuf. Charles II, banni en 1631, mourut en 1657 couvert de dettes, et pendant cinquante ans les créanciers et leurs descendants tentèrent de récupérer leurs mises.
- 1701 : les créanciers des ducs d'Elbeuf vendent le comté de Lillebonne à Marie-Angélique Fabert, marquise de Mailleraye, épouse de François d'Harcourt, marquis de Beuvron, dont le fils Henri avait été promu duc d'Harcourt en 1700.
- XVIIIe siècle : le comté de Lillebonne demeure dans les possessions de la famille d'Harcourt, jusqu'à François-Henri d'Harcourt, gouverneur de Normandie.
- 1778 : visite de Louis XVI et Marie-Antoinette.
- 1790 : M. Catel, curé de Lillebonne, devient le premier maire.
- 1790 : émigration du duc d'Harcourt. Le domaine est vendu comme bien national et les terres servent à l'implantation d'usines. Le château est confisqué par la municipalité, qui le loue à un laboureur du Valasse. En 1802, le château est occupé par l'instituteur.
- 1808 : le château est remis aux mains des descendants de Francois-Henri d'Harcourt.
- 1823 : 
  - ouverture du service des diligences du Havre à Rouen.
  - Absorption des communes instituées par la Révolution française du Mesnil et de Saint-Denis[1]
- 1829 : vente du château à Pierre-Abraham Levesque, manufacturier d'indiennes et de cotonnades.
- 1856 : le projet de construction d'un port d'abordage est approuvé le 21 octobre ; il reçoit le nom de Port-Jérôme[32].
- 1861 : excursion à Port-Jérôme de l'empereur Napoléon III[33] (borne souvenir au passage d'eau du même nom de la visite d'inspection du 29 mai dont Le Moniteur rend compte dans ses colonnes[34]).
- 1871 : occupation par les Prussiens.
- Seconde Guerre mondiale : occupation de la ville par les troupes allemandes.
- 1944 : bombardement de la ville par l'aviation britannique.
- 1955 : construction du premier groupe HLM.
- 1982 : nouveau plan de circulation et aménagement piétonnier.
- 2005 : aménagement plan de circulation et route du Patrimoine.

## Politique et administration

### Rattachements administratifs et électoraux

#### Rattachements administratifs
La commune se trouve dans l'arrondissement du Havre du département de la Seine-Maritime.
Elle était depuis 1793 le chef-lieu du canton de Lillebonne. Dans le cadre du redécoupage cantonal de 2014 en France, cette circonscription administrative territoriale a disparu, et le canton n'est plus qu'une circonscription électorale.

#### Rattachements électoraux
Pour les élections départementales, la commune fait partie depuis 2014 du canton de Bolbec
Pour l'élection des députés, elle fait partie de la cinquième circonscription de la Seine-Maritime.

### Intercommunalité
Lillebonne était le siège de la communauté de communes de Port-Jérôme, un établissement public de coopération intercommunale (EPCI) à fiscalité propre créé fin 2000 et auquel la commune avait transféré un certain nombre de ses compétences, dans les conditions déterminées par le code général des collectivités territoriales.
Cette intercommunalité a fusionné avec ses voisines pour former, le 1er janvier 2008, la communauté de communes Caux vallée de Seine, transformée en 2016 en communauté d'agglomération. Celle-ci prend en 2017 le nom de Caux Seine Agglo, dont est donc membre la commune.

### Tendances politiques et résultats
Lors du second tour des élections municipales de 2014 dans la Seine-Maritime, la liste DVD menée par Philippe Leroux obtient la majorité absolue des suffrages exprimés, avec 1 854 voix (51,25 %, 23 conseillers municipaux élus dont 7 communautaires), devançant  très largement celles menées respectivement par : 

- Frédéric Noel (PS-PCF-EELV, 1 343 voix, 37,13 %, 5 conseillers municipaux élus dont 2 communautaires) ; 

- Mourad Bettahar (DVG, 420 voix, 11,61 %, 1 conseiller municipal élu).

Lors de ce scrutin, 43,23 % des électeurs se sont abstenus.
Au premier tour des élections municipales de 2020 dans la Seine-Maritime, la liste DVG menée par Christine Deschamps obtient la majorité absolue des suffrages exprimés, avec 1 242 voix (52,83 %, 22 conseillers municipaux élus dont 6 communautaires), devançant de 133 voix celle DVD menée par le maire sortant Philippe Leroux, qui a recueilli 1 109 voix (1 109 voix (47,17 %, 7 conseillers municipaux élus dont 2 communautaires).
Lors de ce scrutin marqué par la pandémie de Covid-19 en France, 59,76 % des électeurs se sont abstenus.  

### Liste des maires
| Période    | Période                       | Identité               | Étiquette    | Qualité |
| ---------- | ----------------------------- | ---------------------- | ------------ | --- |
| 1789       | 1790                          | Catel                  |              | |
| 1790       | 1792                          | Jean-Baptiste Derubey  |              | |
| 1792       |                               | Colard                 |              | |
|            |                               | Jean Vincent           |              | |
|            |                               | Pierre-Etienne Gervais |              | |
|            | 1824                          | Guillaume Frossard     |              | |
| 1824       | 1837                          | Hébert                 |              | |
| 1837       | 1840                          | Rouget                 |              | |
| 1840       | 1843                          | Decaëns                |              | |
| 1843       | 1847                          | Pierre Pillet          |              | |
| 1847       | 1848                          | Grenet                 |              | |
| 1848       | 1851                          | Gustave Lemaitre       |              | |
| 1851       | 1855                          | Henri Pinot            |              | |
| 1855       | 1856                          | Comonts                |              | |
| 1856       | 1860                          | Alfred Lemaitre        |              | |
| 1860       | 1870                          | Narcisse Pigné         |              | |
| 1870       | 1870                          | Comonts                |              | |
| 1870       | 1878                          | Bataille               |              | |
| 1878       |                               | Langer                 |              | |
| 1882       | 1888                          | Florentin Lebigre      |              | |
| 1890       | 1910                          | Edmond Pigoreau,       | Républicain  | Chevalier de la Légion d'honneur |
| 1910       | 1919                          | Ernest Caron           |              | |
| 1922       | 1942                          | Henri Lemarcis         | Républicain  | |
| 1942       | 1944                          | Trançon                |              | |
| 1944       | 1945                          | Léon Deslandes         | MRP          | Notaire, et maire par intérim. |
| 1945       | 1953                          | Flueury                |              | |
| 1953       | 1977                          | Léon Deslandes         | MRP          | Notaire |
| 1977       | 1999                          | Paul Dhaille           | PS           | Professeur certifié Député de la Seine-Maritime (6e circ.) (1986 → 1993 et 1997 → 2002) Conseiller général de Lillebonne (1979 → 1992) Président de la communauté de communes[réf. nécessaire] |
| 1999       | mars 2001                     | Michel Édouard         | PS           | informaticien |
| mars 2001  | mars 2008                     | Philippe Leroux        | RPR puis UMP | Ingénieur Conseiller général de Lillebonne (1992 → 2004) Président de la CC de Port-Jérôme (? → 2008)                                                                                          |
| mars 2008  | avril 2014                    | Nicolas Beaussart      | PS           | Conseiller principal d'éducation Conseiller général de Lillebonne (2004 → 2015) Vice-président de la CC du Caux vallée de Seine (2008 → 2014)                                                  |
| avril 2014 | mai 2020                      | Philippe Leroux        | UMP          | Cadre technique dans l'industrie chimique Conseiller général de Lillebonne (1992 → 2004) |
| mai 2020 , | En cours (au 16 janvier 2024) | Christine Déchamps     | DVG          | Enseignante, suppléante du député PS Gérard Leseul |

### Jumelages
- Immenstadt (Allemagne)
- Wellington (Royaume-Uni)

## Équipements et services publics

### Enseignement
La commune relève de l'académie de Normandie. Lycée Guillaume-le-Conquérant. 

## Population et société

### Démographie

#### Évolution démographique
L'évolution du nombre d'habitants est connue à travers les recensements de la population effectués dans la commune depuis 1793. Pour les communes de moins de 10 000 habitants, une enquête de recensement portant sur toute la population est réalisée tous les cinq ans, les populations de référence des années intermédiaires étant quant à elles estimées par interpolation ou extrapolation. Pour la commune, le premier recensement exhaustif entrant dans le cadre du nouveau dispositif a été réalisé en 2004.

En 2022, la commune comptait 8 708 habitants, en évolution de −2,45 % par rapport à 2016 (Seine-Maritime : +0,35 %, France hors Mayotte : +2,11 %).
| 1793 | 1800 | 1806 | 1821 | 1831  | 1836  | 1841  | 1846  | 1851  |
| ---- | ---- | ---- | ---- | ----- | ----- | ----- | ----- | ----- |
| 554  | 600  | 652  | 772  | 2 924 | 3 580 | 3 671 | 5 124 | 5 144 |

| 1856  | 1861  | 1866  | 1872  | 1876  | 1881  | 1886  | 1891  | 1896  |
| ----- | ----- | ----- | ----- | ----- | ----- | ----- | ----- | ----- |
| 5 089 | 5 095 | 5 049 | 4 815 | 5 396 | 6 108 | 6 789 | 6 500 | 6 450 |

| 1901  | 1906  | 1911  | 1921  | 1926  | 1931  | 1936  | 1946  | 1954  |
| ----- | ----- | ----- | ----- | ----- | ----- | ----- | ----- | ----- |
| 6 425 | 6 180 | 5 656 | 5 488 | 5 373 | 5 334 | 5 775 | 5 956 | 6 391 |

| 1962  | 1968  | 1975   | 1982  | 1990  | 1999  | 2004  | 2006  | 2009  |
| ----- | ----- | ------ | ----- | ----- | ----- | ----- | ----- | ----- |
| 7 757 | 9 615 | 10 241 | 9 622 | 9 310 | 9 738 | 9 769 | 9 651 | 9 190 |

| 2014  | 2019  | 2022  | - | - | - | - | - | - |
| ----- | ----- | ----- | - | - | - | - | - | - |
| 9 018 | 8 797 | 8 708 | - | - | - | - | - | - |

#### Pyramide des âges
La population de la commune est relativement jeune.
En 2018, le taux de personnes d'un âge inférieur à 30 ans s'élève à 37,8 %, soit au-dessus de la moyenne départementale (36,5 %). À l'inverse, le taux de personnes d'âge supérieur à 60 ans est de 25,3 % la même année, alors qu'il est de 26,0 % au niveau départemental.
En 2018, la commune comptait 4 185 hommes pour 4 660 femmes, soit un taux de 52,69 % de femmes, légèrement supérieur au taux départemental (51,90 %).
Les pyramides des âges de la commune et du département s'établissent comme suit.
| Hommes | Classe d’âge | Femmes |
| ------ | ------------ | ------ |
| 0,9    | 90 ou +      | 2,0    |
| 6,8    | 75-89 ans    | 10,1   |
| 14,2   | 60-74 ans    | 16,2   |
| 20,3   | 45-59 ans    | 20,3   |
| 17,2   | 30-44 ans    | 16,1   |
| 21,1   | 15-29 ans    | 17,8   |
| 19,5   | 0-14 ans     | 17,5   |

| Hommes | Classe d’âge | Femmes |
| ------ | ------------ | ------ |
| 0,7    | 90 ou +      | 1,8    |
| 6,7    | 75-89 ans    | 9,6    |
| 16,7   | 60-74 ans    | 18     |
| 19,4   | 45-59 ans    | 19     |
| 18,5   | 30-44 ans    | 17,5   |
| 19,2   | 15-29 ans    | 17,4   |
| 18,9   | 0-14 ans     | 16,7   |

## Économie
L' industrie pétrolière est présente dans le paysage de la commune, du fait de la raffinerie de Port-Jérôme-Gravenchon, appartenant à une filiale d'ExxonMobil, l'une des plus importantes de France.

## Culture locale et patrimoine

### Lieux et monuments

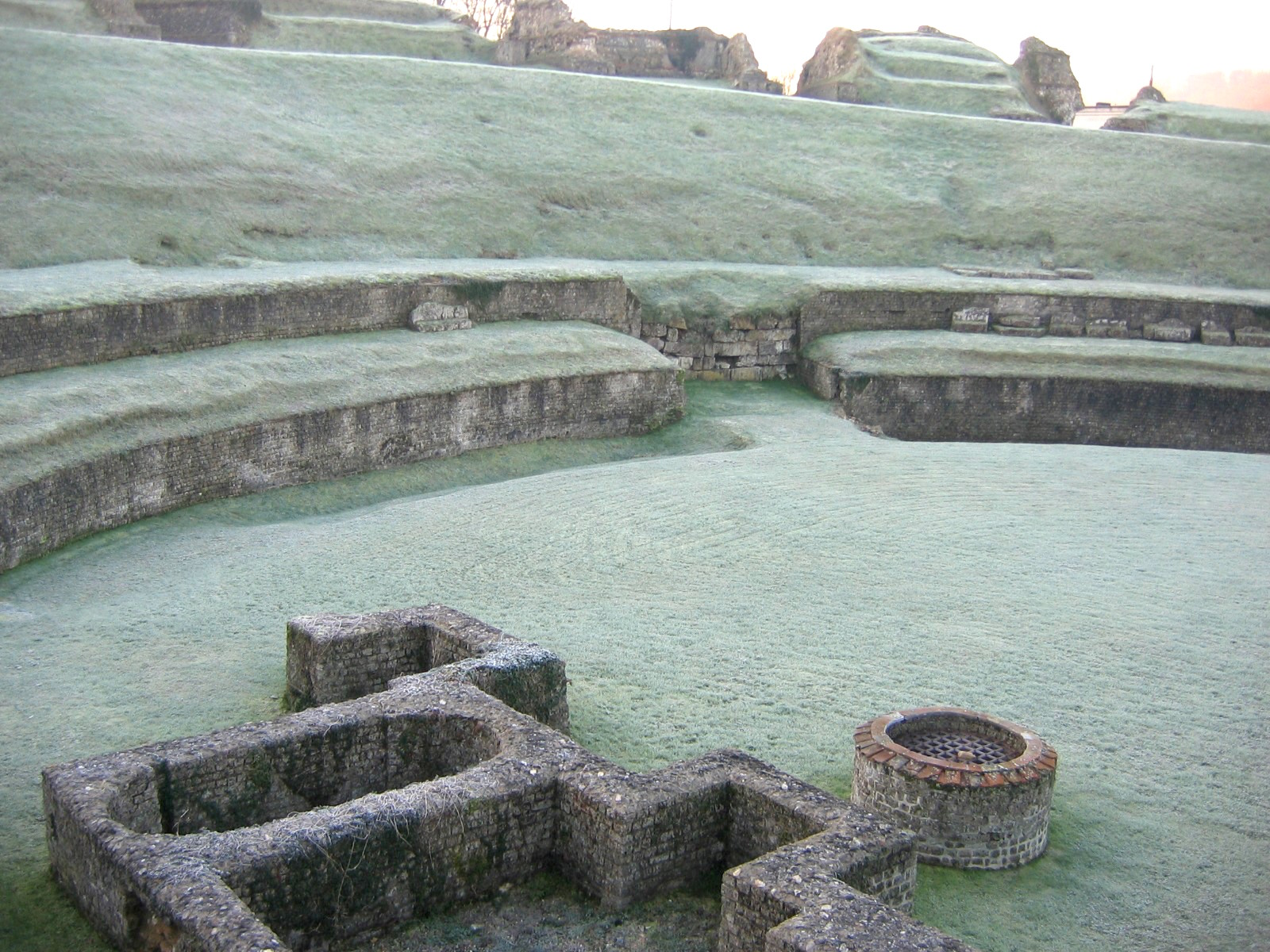
Le théâtre antique de Lillebonne

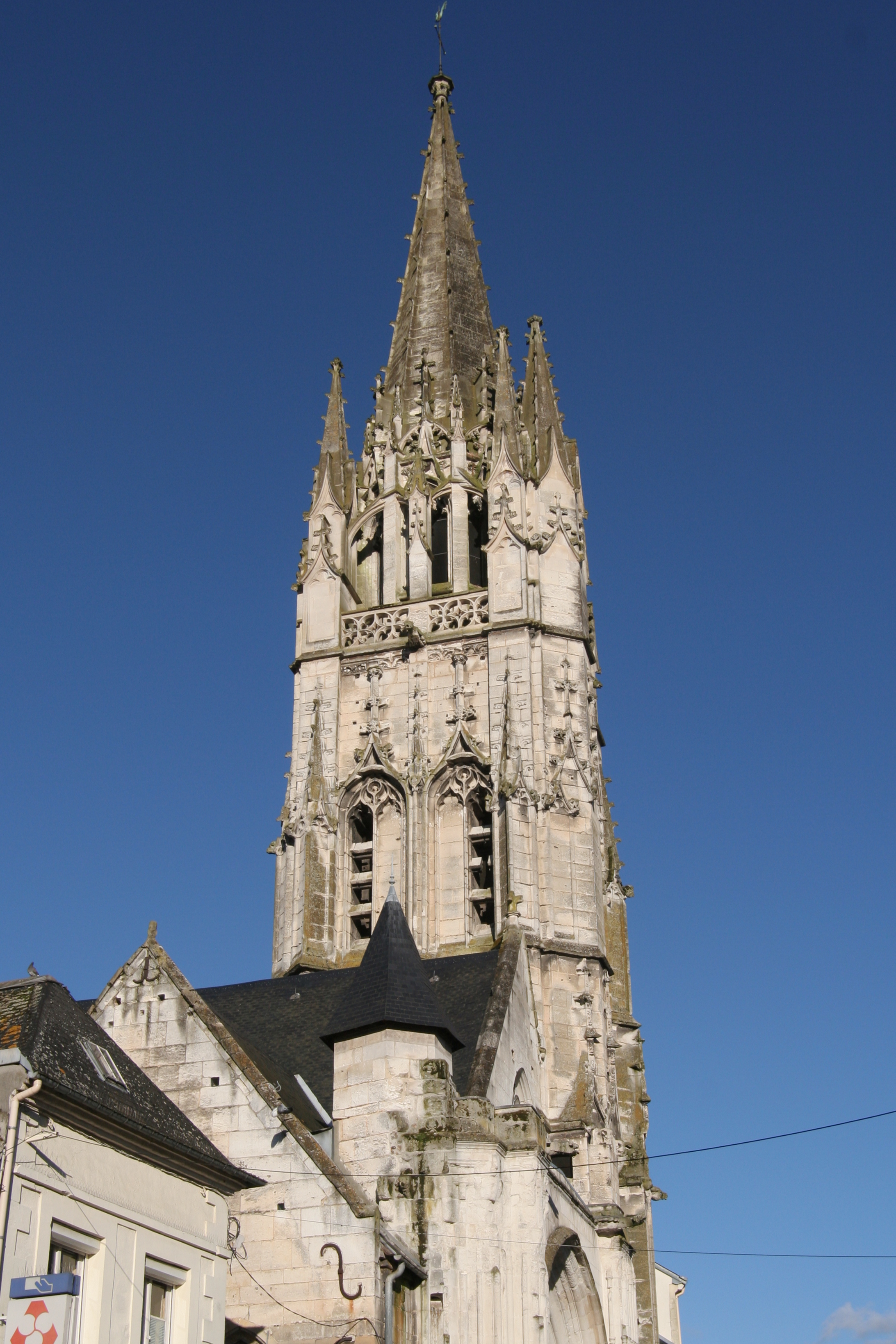
L'église Notre-Dame.

- Le théâtre antique : 
Le théâtre gallo-romain de Lillebonne a connu trois états de construction, d'après les connaissances actuelles, entre les Ier et IIIe siècles de notre ère. Elles ne sont pas encore entièrement datées, d'où l'utilité des fouilles archéologiques menées entre 2007 et 2010, par Vincenzo Mutarelli.
Le premier état, aujourd'hui très partiellement dégagé, était semble-t-il un petit théâtre de type romain, qui fut vite remplacé par un autre édifice, plus grand, qui correspond aux états II et III identifiés par les archéologues. Cette évolution architecturale s'adapte à la demande, ce qui explique qu'il a la forme d'un « théâtre-amphithéâtre », c'est-à-dire qu'il possède un « orchestra » plus grand que pour un théâtre, pouvant servir d'arène, mais conserve un bâtiment de scène, aujourd'hui inaccessible car situé sous une route[52].

- Le château ducal[53] 
Il s'est implanté à l'angle de l'ancienne cité gallo-romaine. Il en demeure aujourd'hui une tour maîtresse de Philippe Auguste[54]( Classée MH (1862)), qui a été modifiée dans ses parties hautes au XVe siècle. La tour octogonale date de la fin du XIIIe siècle ; elle peut être attribuée à Jean II d'Harcourt. La tour du Chartrier du XIIIe siècle a été transformée vers 1870 ; le magnifique logis roman, qui datait probablement d'Henri II, a été définitivement détruit en 1832, et une maison de maître[55] a été construite dans l'enceinte du château par Théodore Huchon[56], vers 1870, pour le propriétaire Pierre Gustave Lauger, sur le modèle du « château des Aygues » d'Étretat[57], construit quelques années auparavant pour Amédée Boyer, le propriétaire de l'eau de Mélisse[31].

- L'église Notre-Dame[58] a été construite pour remplacer l'église Sainte-Marie-du-Château détruite à la fin de la guerre de Cent Ans. Elle a été consacrée en 1517. Le clocher est terminé en 1537 par Michel Delafosse, maçon, avec du calcaire de Plaimbosc et Antoine Cachedieu, charpentier. En 1540, le maçon Michel Delafosse exécute les meneaux des baies et termine la voûte de la tour avec le maçon Michel Combart. Le portail est refait en 1553 par Henry Deshayes, maçon. En 1562, les verrières cassées par les Protestants sont refaites par Joseph Gueroult. En 1594, Richard et Jehan Lemarchand réparent et refont des verrières. Les chapelles latérales de la nef sont construites à la fin du XVIe siècle. En 1622, une verrière (conservée) est faite par Jean Lemarchand peintre-verrier. En 1729 est construite la sacristie avec les matériaux du jubé et le berceau de la nef est refait. En 1825 le côté sud de la nef est refait avec les matériaux de démolition de l'église Saint-Denis par Louis Vessel, maçon. En 1873, l'architecte Simon reconstruit le chœur. En 1884, le clocher est restauré[59]  Classé MH (1846).

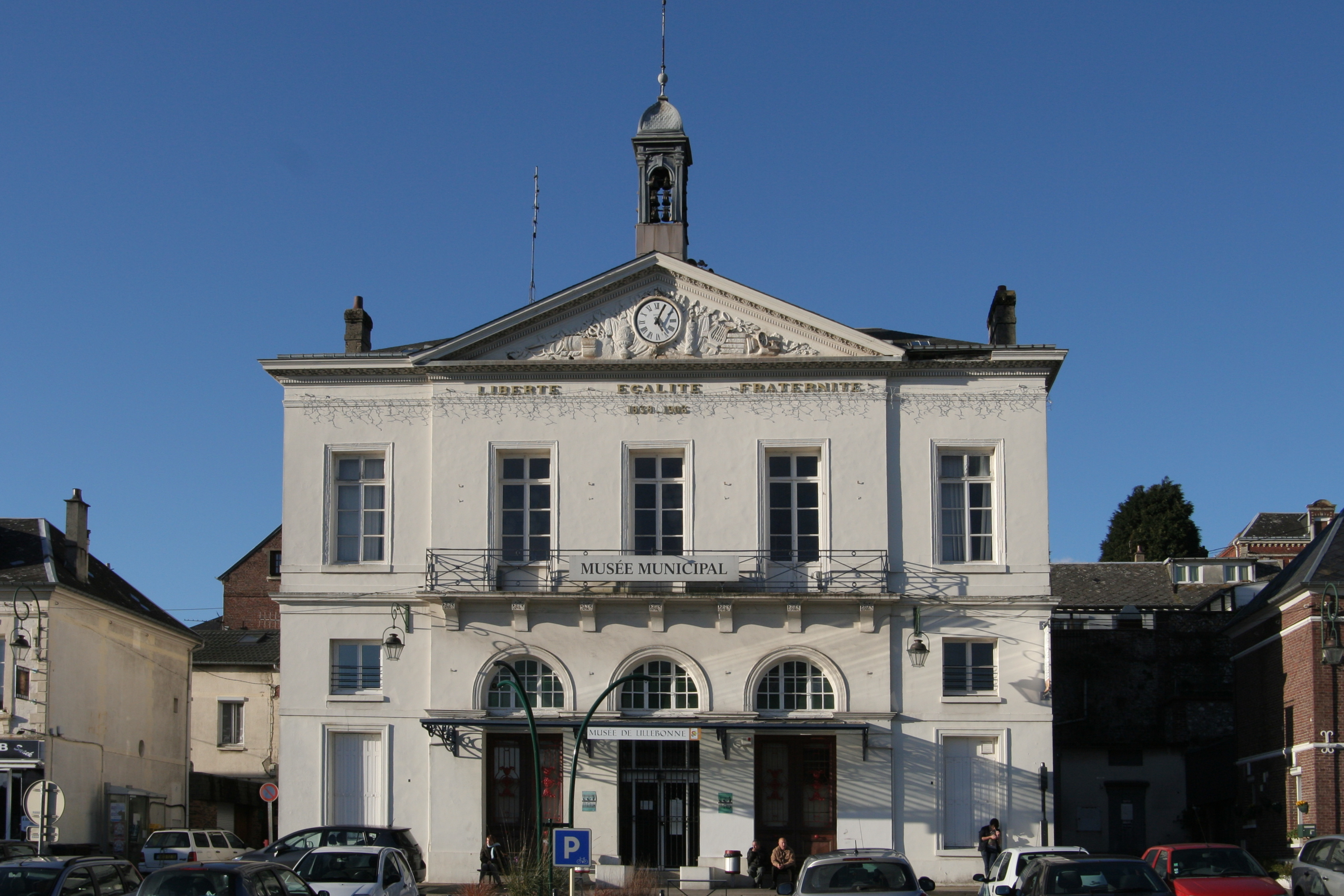
Le musée municipal

- Le Juliobona, musée gallo-romain de Lillebonne.
 On peut admirer dans ce musée municipal des collections de poteries, de verrerie, de mobilier funéraire ainsi qu'une exposition de monnaies romaines parmi lesquelles un unique et très rare[60] denier de Galba trouvé dans la région. 
Au deuxième étage sont présentés des objets d'art et traditions populaires avec une large place à la poterie de Mélamare.
- L'église-musée aménagée dans l'ancienne église du Mesnil, et  consacrée à la minéralogie et aux fossiles trouvés essentiellement dans le pays de Caux Val de Seine.
- Conservatoire à rayonnement départemental (CRD) de Caux Seine Agglo.

### Lillebonne dans les arts et la culture

#### Littérature
Lillebonne est citée dans le poème d'Aragon, Le Conscrit des cent villages.

#### Peinture
Plusieurs peintres ont été inspirés par Lillebonne :
- John Sell Cotman en 1822.
- Richard Parkes Bonington.
- Georges Snell (aquafortiste) en 1848[61].
- Joseph Mallord William Turner en 1823[62] et en 1832[63].

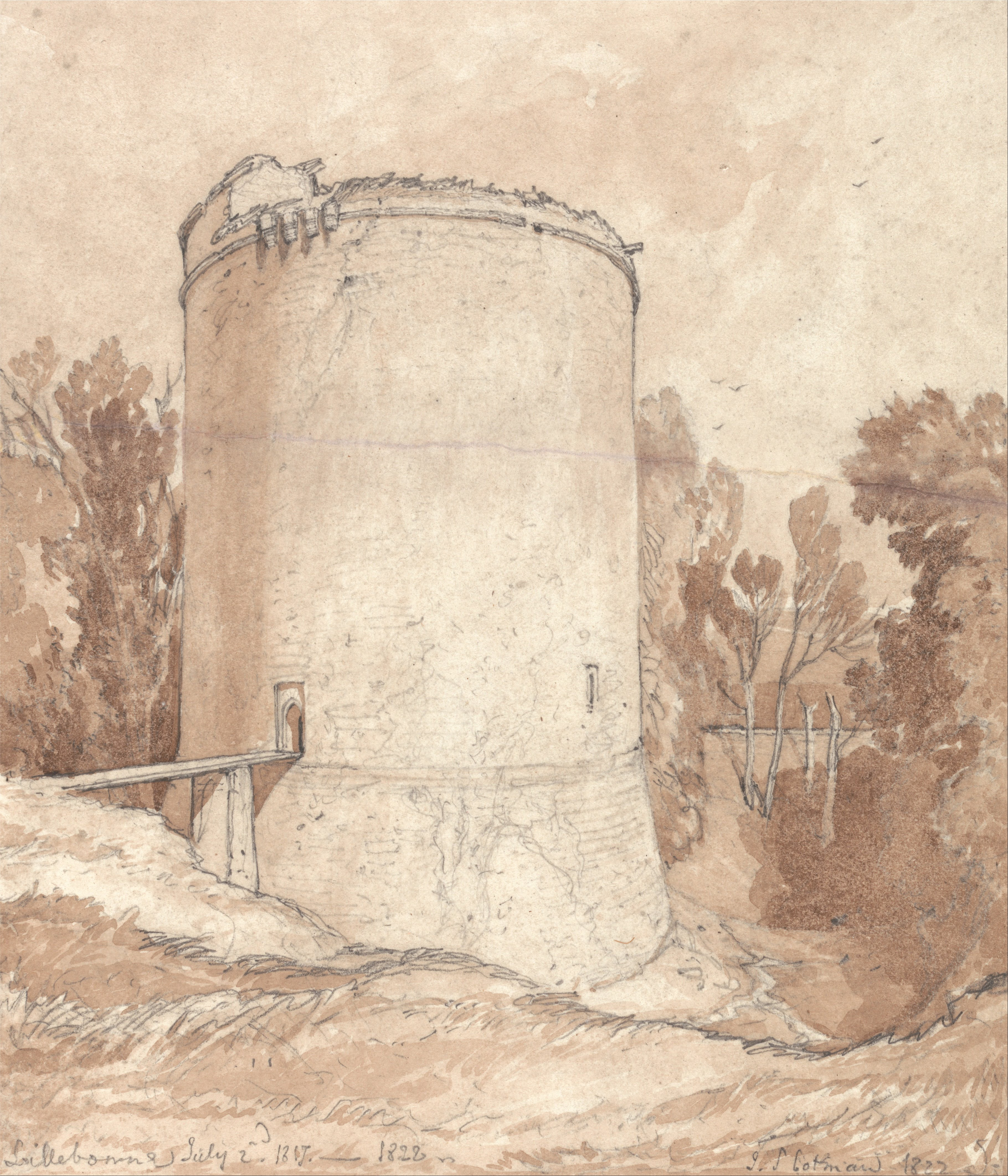
Tour ronde, château de Lillebonne (Normandie) par John Sell Cotman en 1822.
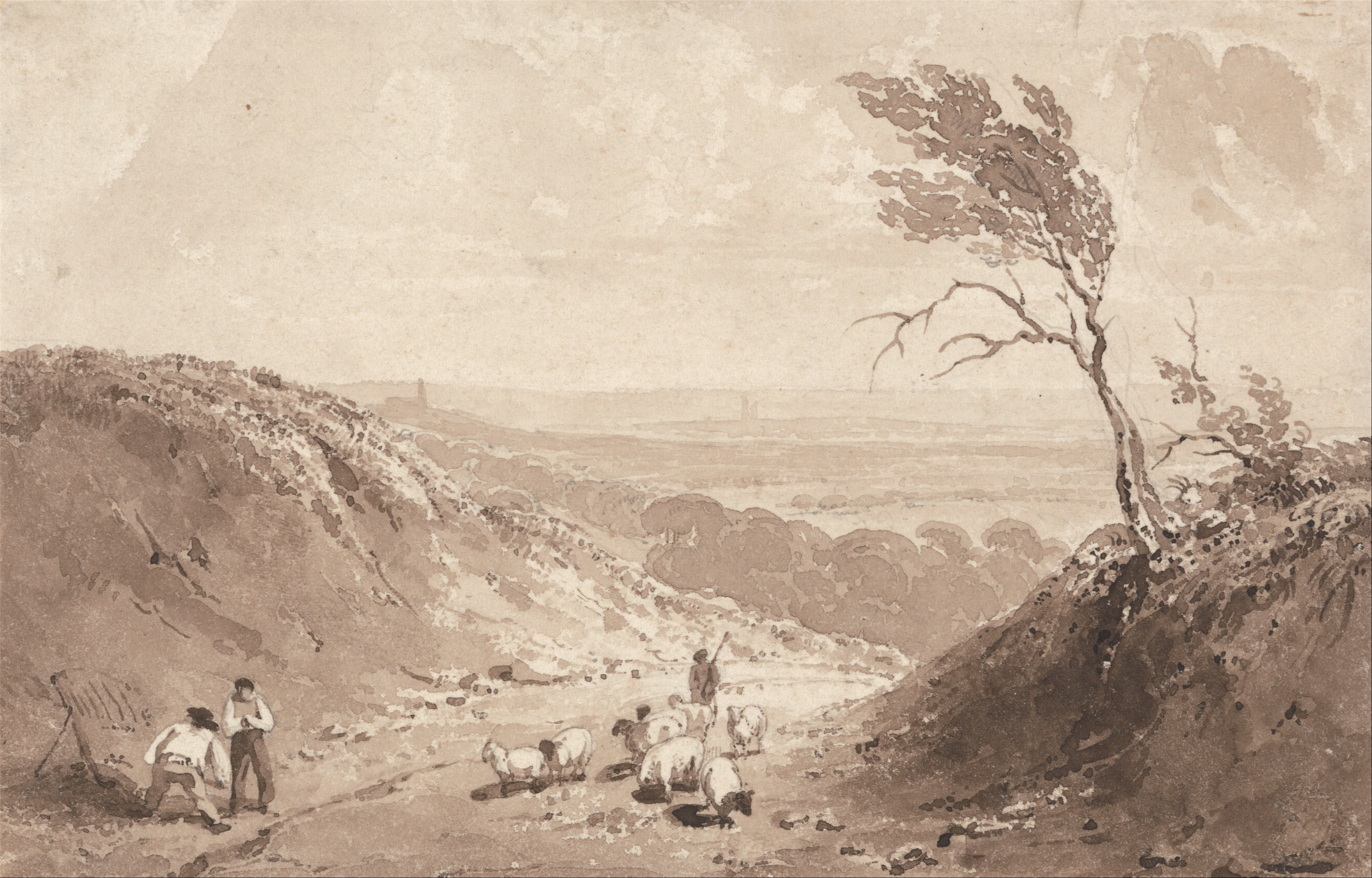
Ouvriers sur la route près de Lillebonne par Richard Parkes Bonington (avant 1828).

### Personnalités liées à la commune
- Albert Glatigny (1839-1873), poète, y est né.« Un retour aux sources pour le chanteur qui a passé sa jeunesse en Seine-Maritime (à Lillebonne et Notre-Dame-de-Gravenchon) »
- Jean Flori (1936-2018), historien médiéviste, y est né.
- Annie Ernaux (1940), écrivaine, prix Nobel de littérature 2022, y est née.
- Daniel Authouart (1943), peintre, y est né.
- Geoffrey Oryema (1953), musicien et chanteur ougandais, a vécu à Lillebonne.
- Pascal Drieu (1959-), footballeur français, y est né.
- Bertrand Cantat (1964- ),  auteur-compositeur-interprète, musicien et poète français, chanteur du groupe Noir Désir, également connu pour avoir tué sa compagne, Marie Trintignant, lors d'un épisode de violence conjugale, a vécu à Lillebonne dans le quartier de Fontaine Bruyère[64].[source insuffisante]
- Jean-Louis Harel (1965-), coureur cycliste, médaillé olympique, y est né.

### Héraldique
| Blason de Lillebonne | Blason  | De gueules à deux fasces d'or. |
| Blason de Lillebonne | Détails |                                |

## Pour approfondir